# لیسا رندل
لیزا رندال HonFInstP (زاده ۱۸ ژوئن ۱۹۶۲) یک فیزیک‌دان نظری آمریکایی و استاد علوم فرانک بی. بایرد جونیور در دانشگاه هاروارد است. پژوهش‌های او شامل نیروهای بنیادین طبیعت و ابعاد فضا می‌شود. او به مطالعه مدل استاندارد، ابرتقارن، راه‌حل‌های ممکن برای مسئله سلسله‌مراتب مربوط به ضعف نسبی گرانش، کیهان‌شناسی ابعاد، باریوژنز، تورم کیهانی و ماده تاریک می‌پردازد. او در مدل رندال-سندرام که اولین بار در سال ۱۹۹۹ با همکاری رامان سندرام منتشر شد، مشارکت داشته است.

## باور به خدا
در یک مصاحبه از او پرسیده شد که آیا به خدا اعتقاد دارد. او پاسخ داد:
"... من احتمالاً به خدا اعتقاد ندارم. فکر می‌کنم این مشکل است که مردم به خاطر مذهبی نبودن، غیر اخلاقی به شمار می‌آیند. این درست نیست. شاید این صحبت‌ها برای من دشمنانی به وجود بیاورد، اما به نوعی شاید حتی افرادی که مذهبی نیستند، اخلاقی‌تر باشند. اگر شما کاری را به دلیل مذهبی بودن انجام دهید، به این دلیل است که در آخرت یا در این دنیا پاداش خواهید گرفت. این به اندازه کاری که شما به دلایل صرفاً سخاوتمندانه انجام می‌دهید، خوب نیست."

## زندگی شخصی
خواهر لیسا رندال، دانا رندال، استاد علوم کامپیوتر در دانشگاه صنعتی جورجیا است.
لیسا یک کوهنورد پرشور است. یک دیواره سنگی در نزدیکی میل کریک در دامونت، کلرادو، توسط یک انجمن محلی کوهنوردی به نام دیواره لیسا رندال نام‌گذاری شده است. در یک حادثه کوهنوردی، او پس از سقوط از صخره با وجود رعایت تدابیر ایمنی، از ناحیه پاشنه پا دچار آسیب شد.

## کتاب شناسی
- لیسا رندل (۲۰۰۵). گذرگاه‌های تاب‌خورده: رمزگشایی از رازهای ابعاد پنهان جهان. اکو پرس. ISBN 0-06-053108-8.
- لیسا رندل (۲۰۱۱). در کوبیدن به در بهشت: چگونه فیزیک و تفکر علمی جهان و دنیای مدرن را روشن می‌کنند. اکو پرس. ISBN 978-0-06-172372-8.
- لیسا رندل (۲۰۱۳). کشف هیگز: قدرت فضای خالی. اکو پرس. ISBN 978-0062300478.
- لیسا رندل (۲۰۱۵). ماده تاریک و دایناسورها: پیوستگی شگفت‌انگیز جهان. اکو پرس. ISBN 978-0-06-232847-2.